# Трегубов Микола Якович
Микола Якович Трегубов (1756—1845) — генерал-майор, директор Таганрозької чоловічої гімназії, Одеський градоначальник, таємний радник, сенатор.
З 1772 по 1786 рік був на військовій службі в Петербурзі.
Брав участь у другій російсько-турецькій війні.
З 1806 по 1807 рік служив директором Таганрозької чоловічої гімназії.
З травня 1820 по червень 1822 року служив градоначальником Одеси.
Сенатор з 1830 по 1845 рік.